# Oukett Rharbi
Oukett Rharbi är ett berg i Algeriet. Det ligger i provinsen Tiaret, i den norra delen av landet, 190 km söder om huvudstaden Alger. Toppen på Djebel Ouekkat el Gharbi är 1 153 meter över havet.